# Anisostachya pubescens
Anisostachya pubescens är en akantusväxtart som beskrevs av Raymond Benoist. Anisostachya pubescens ingår i släktet Anisostachya och familjen akantusväxter. Inga underarter finns listade i Catalogue of Life.